# 准提寺
准提寺，位于江苏省扬州市广陵区，是中华人民共和国江苏省文物保护单位之一。
2011年12月30日，授予江苏省文物保护单位，是一座古建筑。